# Kallsjön, Medelpad
Kallsjön är en sjö i Ånge kommun i Medelpad och ingår i Ljungans huvudavrinningsområde. Sjön är 11,9 meter djup, har en yta på 0,269 kvadratkilometer och är belägen 357,1 meter över havet. Sjön avvattnas av vattendraget Kallsjöbäcken.

## Delavrinningsområde
Kallsjön ingår i det delavrinningsområde (694185-151154) som SMHI kallar för Mynnar i Getterån. Medelhöjden är 354 meter över havet och ytan är 14,73 kvadratkilometer. Det finns inga avrinningsområden uppströms utan avrinningsområdet är högsta punkten. Kallsjöbäcken som avvattnar avrinningsområdet har biflödesordning 3, vilket innebär att vattnet flödar genom totalt 3 vattendrag innan det når havet efter 94 kilometer. Avrinningsområdet består mestadels av skog (91 procent). Avrinningsområdet har 0,35 kvadratkilometer vattenytor vilket ger det en sjöprocent på 2,3 procent.